# Maximiliaan Verheyen
Maximiliaan Verheyen (1995) is een Belgische content creator en influencer, bekend om zijn humoristische en authentieke video's op platforms zoals YouTube, TikTok en Instagram.

## Opleiding
Verheyen behaalde een bachelordiploma in de lerarenopleiding en een master in Film- en Videostudies.

## Carrière
Verheyen begon zijn carrière als content creator met het delen van humoristische video's over alledaagse situaties, wat hem een aanzienlijke volgersbasis opleverde. Als freelance contentmaker bij TAGMAG werkte Verheyen aan diverse projecten gericht op jongeren. In 2022 was hij mede-bedenker en schrijver van de Vlaamse horrorfilm 'FOMO', waarin influencers centraal staan.
In december 2024 werd Verheyen een van de gezichten van de campagne 'Klopt da wel?', gericht op het bestrijden van desinformatie onder jongeren.

## Podcast: Kletsuurtje
Naast zijn videowerk host Verheyen de podcast 'Kletsuurtje', waarin hij met gasten spreekt over uiteenlopende onderwerpen, variërend van luchtige anekdotes tot diepgaande gesprekken over actuele thema's.

## Persoonlijk leven
Verheyen staat bekend om zijn energieke en doelgerichte aanpak. Hij deelt aspecten van zijn persoonlijke leven via sociale media, wat bijdraagt aan zijn authentieke imago.